# アーケードカード
アーケードカード（Arcade Card）は、日本電気ホームエレクトロニクス（NECホームエレクトロニクス）が1994年3月12日に発売したPCエンジンの周辺機器である。

## 概要
CD-ROM2は、CD-ROMから必要なデータをバッファRAMと呼ばれるメインメモリに転送して使用する仕組みになっており、最初のCD-ROM2システムではバッファRAMが512Kbit、SUPER CD-ROM2システムでは2Mbitだった。それを18Mbitに増強するために用意されたのが、アーケードカードである。CD-ROM2システムを接続済みのPCエンジンのHuCARDスロットに挿入し、使用する。
システム構成は、従来のSUPER CD-ROM2システムの2MbitのSRAMに16MbitのDRAM（4Mbit DRAM×4）を追加することで、計18MbitのバッファRAMに増強したものである。CPUやチップ、音源の追加と言ったハード自体の機能追加は一切行われていない。システムBIOSはスーパーシステムカード ver 3.0のまま据え置きであり、特にバージョンアップはされてはおらずソフト側がメモリの増強の有無で判別して使用された。この為、アーケードカードを挿入して起動しても、電源投入時の起動画面は「SUPER CD-ROM2システム」と同一のものである。
アーケードカード装着時のメモリの動作構成は、高速動作の2メガビットのSRAM側で実作業を行い、平行して16メガビットのDRAM側が裏で準備しているデータをSRAM側が待ち時間無しで吸い上げるという方法が取られた。ただ扱えるデータの量は従来より格段に増えたものの、PCエンジンのCD-ROMドライブは等速のまま対応だったため、比例して1回のロード時間が長くなるケースが少なくなく、ソフト側はこれまで以上にロード時間短縮のための技術的努力が必要であった。

## バリエーション

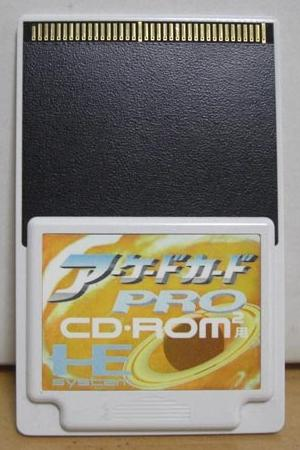
アーケードカードPRO

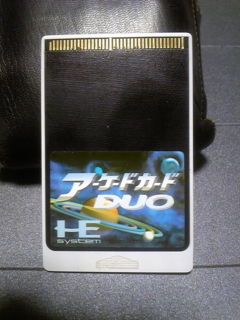
アーケードカードDUO

導入するシステム本体にSUPER CD-ROM2用の2Mbit SRAMが内蔵されているかどうかの差異に対応するため、2種類のアーケードカードが発売された。両者に機能的な差異はない。
アーケードカードPRO (PCE-AC2) 17,800円

CD-ROM2システム用のカードで、アーケードカードの16Mbit DRAMとSUPER CD-ROM2用の2Mbit SRAMとシステムBIOSのスーパーシステムカード ver 3.0の機能を搭載。
初代CD-ROM2システムは、HuCARDスロットにバッファRAM用SRAMを搭載した「システムカード」か「スーパーシステムカード」を挿入して使用しており、アーケードカードと併用できないため、スーパーシステムカードの機能も合わせて両方を内包する形で1枚に集約して発売された。
CD-ROM2システム用と謳っているが、SUPER CD-ROM2システムでも使用することはできる（その場合はアーケードカードPRO側のSRAMのみが機能し、本体側のSRAMは使用されない）。ただし、メーカーは推奨していない。
HuCARDの上面半分にプラスチックカバーをかぶせた形状になっている。
アーケードカードDUO (PCE-AC1) 12,800円

スーパーシステムカードの機能を内蔵しているSUPER CD-ROM2システムに使用するアーケードカード。16MbitのDRAMのみを搭載。スーパーシステムカードが内蔵されていない以外はPROと同じ性能。
「PCエンジンDuo」「同Duo-R」「同Duo-RX」「SUPER CD-ROM2」「レーザーアクティブPCエンジン用パック」は本体内に2MbitのSRAMが内蔵されており、HuCARDスロットが空いているので、そこに16MbitのDRAMを挿入するだけで済むため、スーパーシステムカードを内蔵しない分だけPROよりも価格を低く設定している。
形状は通常のHuCARDと似ているが、上面全体がプリント基板となっており、下面全体を薄いステンレス板で補強して強度を確保している。この方式のHuCARDは本製品のみである。

## ソフト一覧

### アーケードカード専用
- 餓狼伝説2（ハドソン 1994年3月12日発売）
- 龍虎の拳（ハドソン 1994年3月26日）
- ワールドヒーローズ2（ハドソン 1994年6月4日）
- マッドストーカー（日本電気ホームエレクトロニクス 1994年9月15日）
- ストライダー飛竜（NECアベニュー 1994年9月22日）
- 新日本プロレスリング '94バトルフィールドイン闘強導夢（フジコム 1994年11月25日）
- 餓狼伝説スペシャル（ハドソン 1994年12月2日）
- ファイプロ女子憧夢超女大戦 全女vsJWP（ヒューマン 1995年2月3日）
- カブキ一刀涼談（ハドソン 1995年2月24日）
- 雀神伝説（日本電気ホームエレクトロニクス 1995年2月24日）
- 銀河婦警伝説サファイア（ハドソン 1995年11月24日）
- 魔導物語I 炎の卒園児（NECアベニュー 1996年12月13日）

### アーケードカード対応
SUPER CD-ROM2ソフトのうち、アーケードカードで起動すると動作に変化があるもの（一部、変化の概要も記載）。
- フラッシュハイダース（ライトスタッフ 1993年12月19日）
  - 戦闘開始前のロード時間短縮。戦闘勝利後の勝利ポーズ時の読み込みによる一時停止などがなくなる。
- エメラルドドラゴン（日本電気ホームエレクトロニクス 1994年1月28日）
  - プレイ中に一度読み込んだデータをキャッシュとして蓄積し、一度通過した街の再訪などでロード時間がなくなる。
- THE ATLAS（アートディンク 1994年3月4日）
  - ゲーム開始時に大量のデータを読み込んでゲーム中のロード回数が大幅に軽減し、メインBGMが内蔵音源からCD-DAに変わる。
- ブランディッシュ（日本電気ホームエレクトロニクス 1994年6月17日）
- 3×3EYES〜三只眼変成〜（日本電気ホームエレクトロニクス 1994年7月8日）
  - ゲーム起動時に大量のデータを読み込むことで、オープニングデモ中のロードがなくなり、アニメーションが追加、音もCD-DAになる。
- バスティール2（ヒューマン 1994年7月8日）
- 栄冠は君に（アートディンク 1994年7月15日）
  - ゲーム開始時に大量のデータを読み込み、ゲーム中のロード回数を大幅に軽減する。
- 聖戦士伝承・雀卓の騎士（日本物産 1994年8月1日）
- スーパーリアル麻雀PII・III カスタム（ナグザット 1994年8月5日）
- ぽっぷるメイル（日本電気ホームエレクトロニクス 1994年8月12日）
- まーじゃんファッション物語（日本物産 1994年9月16日）
- 誕生 〜Debut〜（NECアベニュー 1994年9月22日）
- Xak III（日本電気ホームエレクトロニクス 1994年9月30日）
- 卒業II 〜Neo Generation〜（リバーヒルソフト 1994年12月23日）
  - ゲーム起動時に大量のデータを読み込み、ゲーム中のロード回数を大幅に軽減する。
- スーパーリアル麻雀PVカスタム（ナグザット 1995年3月3日）
- フォーメーションサッカー95 della セリエA（ヒューマン 1995年4月7日）
- レッスルエンジェルス・ダブルインパクト 団体経営編&新人デビュー編（日本電気ホームエレクトロニクス 1995年5月19日）
- 空想科学世界ガリバーボーイ（ハドソン 1995年5月26日）
  - プレイ中に一度読み込んだデータをキャッシュとして蓄積し、一度通過した街の再訪などでロード時間がなくなる。
- プリンセスメーカー（日本電気ホームエレクトロニクス マイクロキャビン 1995年1月3日）
- プリンセスメーカー2（日本電気ホームエレクトロニクス マイクロキャビン 1995年6月16日）
- あすか120% マキシマ（NECアベニュー 1995年7月28日）
  - 起動時に左+IIボタン同時押しによる隠し対応。起動時に大量のデータを読み込み、ゲーム中のロード時間を大幅に軽減する。
- プライベート・アイ・ドル（日本電気ホームエレクトロニクス 1995年8月11日）
  - 主に各章のはじめに大量のデータを読み込み、ビジュアルシーン中などのロード回数が大幅に軽減する。
- マージャン・ソード プリンセス・クエスト外伝（ナグザット 1995年8月11日）
- リンダキューブ（日本電気ホームエレクトロニクス 1995年10月13日）
  - プレイ中に一度読み込んだデータをキャッシュとして蓄積し、一度通過した街の再訪などでロード時間がなくなる。
- 同級生（NECアベニュー 1995年11月23日）
- 聖夜物語（ハドソン 1995年12月22日）

## その他

### 発売延期
当初は1993年12月の発売が予定されていたが、アーケードカードに利用する4Mbit DRAM（本製品は4Mbit DRAM×4で16Mbitとなる構成）が世界的に品薄となったため、供給に必要な数が確保できないとの理由により、一度発売が延期されている。
これにより同時発売予定であった専用ソフト第1弾『餓狼伝説2』も、本製品に合わせて発売が延期されている。

### 市場の反応
商品名からも分かるように、本製品の登場の背景には当時ブームとなっていたアーケードの対戦型格闘ゲーム人気が大きく影響している（格闘ゲームでは、1つのステージで大量のキャラクターパターンを用意する必要があり、従来のバッファRAM容量では忠実に移植するのが困難だった）。そのため、発表された専用ソフトにはネオジオで人気を博していた格闘ゲームが名を連ねたが、バッファRAM増強による効果は他にも期待できるため、格闘ゲーム以外のタイトルも発表された。また、アーケードカード専用ソフトのほかにも、アーケードカードを使用すると従来のSUPER CD-ROM2よりも快適にプレイできたり、映像や音声が強化されるといったアーケードカード「対応」ソフトもいくつか発売された。
両対応ソフトの「エメラルドドラゴン」を読み込みエラーによる誤差の少ないハードのレーザーアクティブとアーケードカードDUOを使って、実際どの程度アクセス回数が減少するのかを検証したところ、バッファRAM増設により画面切り替えに伴うマップデータの読み込み回数が減少する。SUPER CD-ROM2では移動によって画面が切り替わる都度、データ読み込みを行っていたが、アーケードカード使用時は1度マップデータの読み込みを行えば画面が切り替わる際は読み込み不要になり、音楽のサーチ(頭だし)だけで済むようになる。
ビジュアルシーンの豊富なゲームにはアーケードカードのメリットはない。
しかし、発売当時は同年に発売されることとなる次世代機（3DO、セガサターン、PlayStationなど）の情報が公開され始めており、高額な価格設定とも相まって、かつてのCD-ROM2からSUPER CD-ROM2へのような普及には至らず、発売予定であった『天外魔境III』もNEC-HEの次世代機であったPC-FX用ソフトへ移行するなど、最終的に発売された専用ソフトはわずかな本数となった。多部田俊雄は「コンマ数秒のアクセス時間のためにわざわざアーケードカード対応にしていくと制作の現場にも負担がかかるし、また値段の面でユーザーにも負担をかけてしまいます」と現行のSUPER CD-ROM²のスペックは今後も十分通用するものとして意見を出している。